# Mizrahim - Les oubliés de la Terre Promise
Pour plus de détails, voir Fiche technique et Distribution.
Mizrahim - Les oubliés de la terre promise est un film documentaire franco-israélien réalisé par Michale Boganim et sorti en 2021.

## Fiche technique
- Titre français : Mizrahim, les oubliés de la Terre promise
- Réalisation : Michale Boganim
- Photographie : Nathalie Durand
- Montage : Pierre Deschamps
- Musique : Joachim Mimouni
- Producteurs : Marie Balducchi, Amir Harel
- Sociétés de production : Ex Nihilo, Lama Films
- Société de distribution : Dulac Distribution (France)
- Pays d'origine : Israël, France
- Format : Couleurs - 35 mm
- Genre : Documentaire
- Durée : 93 minutes
- Dates de sortie :
  - France : 17 octobre 2021 (Festival du cinéma méditerranéen de Montpellier)[1]
  - France : 8 juin 2022 (sortie en salle)

## Sélections
- 42e CINÉMED 2021 : Prix du Meilleur documentaire[2]
- Giornate degli Autori 2021 : Sélection officielle[3]
- Festival international du film politique de Carcassonne 2022[4]